# Serraca mekrana
Serraca mekrana är en fjärilsart som beskrevs av Eugen Wehrli 1943. Serraca mekrana ingår i släktet Serraca och familjen mätare. Inga underarter finns listade i Catalogue of Life.